# Valle de Ángeles
Valle de Ángeles è un comune dell'Honduras facente parte del dipartimento di Francisco Morazán.
Il comune venne istituito nel 1865.